# Susumu Hirasawa
Susumu Hirasawa (jap. 平沢 進, Hirasawa Susumu, * 2. April 1954 in Kantō, Tokio, Japan) ist ein japanischer Elektropop-Musiker. Er ist bekannt für seine Leistung in den Filmen des Drehbuchautors Satoshi Kon sowie der Anime-Adaption des Berserk Mangas.

## Leben
Im Jahr 1972 schrieb er sich am Tokyo Designer Gakuin College ein. Von 1972 bis 1978 begann er seine musikalische Karriere bei der Band Mandrake, die Progressive Rock spielte. Im Jahr 1979 gründete er die Synthiepop-Band P-Model zusammen mit zwei ehemaligen Mitgliedern von Mandrake. Die Band veröffentlichte seit 1980 zahlreiche Alben. Nachdem die Band vorübergehend, beginnend im Dezember 1988, ihre Aktivitäten einstellte, begann Susumu 1989 mit der Veröffentlichung von Solo-Werken. 1992 wurde P-Model wieder reaktiviert und veröffentlichte mit leicht geänderten Stil zahlreiche neue Alben, bevor sich die Band endgültig im Jahr 1999 auflöste. Seit 2004 tritt der Künstler unter dem Namen Kaku P-Model auf, was eine Solo-Fortsetzung von P-Model darstellt.
Er arbeitete mehrfach mit dem Regisseur Satoshi Kon zusammen und schuf die Soundtracks zu den Filmen Millennium Actress und Paprika sowie zur Serie Paranoia Agent.

## Musikalischer Stil
Hirasawas eigentümlicher Stil ist eine komplexe Mischung aus elektronischer, populärer und klassischer Musik, oft kombiniert mit Verzierungen, die asiatischer Volksmusik ähneln. Die Basis der Songs bildet oft klar strukturierter Electropop, jedoch ergänzt mit gesampelten Chören oder orchestralen Elementen. Ein weiteres charakteristisches Stilmittel ist seine klare, kräftige Tenorstimme, mit der er sich via Overdubs selbst begleitet. (Solo-)Liveauftritte werden aufgrund der komplexen Arrangements fast ausschließlich mit Halbplayback präsentiert.

## Diskografie
Hier werden nur die Werke aufgelistet, die innerhalb der Solo-Karriere von Susumu Hirasawa entstanden. Für Werke, die aus der Band P-Model hervorgingen, siehe den Artikel P-Model.

### Alben
- 1989: Jikū no Sui (時空の水)
- 1990: Science no Yūrei (サイエンスの幽霊)
- 1991: Virtual Rabbit
- 1994: Aurora
- 1995: Sim City
- 1996: Siren
- 1998: Kyūsai no Gihō (救済の技法)
- 2000: Kenja no Propeller (賢者のプロペラ)
- 2001: Solar Ray
- 2003: Blue Limbo
- 2004: Switched-on Lotus
- 2005: Ice-9
- 2006: Byakko ya (白虎野)
- 2009: Tenko suru Wakusei (点呼する惑星)
- 2010: Totsu-Gen-Hen-I (突弦変異)
- 2010: Hen-Gen-Ji-Zai (変弦自在)
- 2012: The Secret of The Flowers of Phenomenon (現象の花の秘密)
- 2015: The Man Climbing the Hologram (ホログラムを登る男)
- 2016: Ash Crow
- 2017: The 6th Formant (第6フォルマント)
- 2021: Beacon
- 2023: Rubedo/Albedo